# گرگ بل
گِرِگ بل (به انگلیسی: Greg Bell؛ ۷ نوامبر ۱۹۳۰ – ۲۵ ژانویهٔ ۲۰۲۵)  ورزشکار پرش طول اهل ایالات متحده آمریکا بود.
وی در مسابقات کشوری و بین‌المللی در مجموع برندهٔ ۱ مدال طلا و۱ مدال نقره شد.
بل در سن ۹۴ سالگی، در ۲۵ ژانویهٔ ۲۰۲۵، در لاگنسپورت، ایندیانا درگذشت.